# Milada Tomková
Milada Tomková (* 1959) je bývalá česká soudkyně. V letech 2003 až 2013 působila u Nejvyššího správního soudu a mezi lety 2013 až 2023 byla místopředsedkyní Ústavního soudu České republiky.

## Život
Vystudovala Právnickou fakultu Univerzity Karlovy a mezi lety 1987–2003 působila na Ministerstvu práce a sociálních věcí, věnovala se především právu sociálního zabezpečení. Mezi roky 1998–2003 byla také v Legislativní radě vlády. Poté se stala soudkyní Nejvyššího správního soudu, kde byla členkou sociálně-správního kolegia. Kromě toho působí i v Radě Justiční akademie.
V roce 2013 prezident Miloš Zeman sdělil, že ji hodlá se souhlasem Senátu jmenovat soudkyní Ústavního soudu. Senát se jmenováním souhlas vyslovil. Dne 3. května 2013 pak byla jmenována místopředsedkyní Ústavního soudu. Po skončení mandátu na Ústavním soudu Tomková rezignovala na funkci soudkyně Nejvyššího správního soudu a odešla z justice.